# Unterneurode
Unterneurode ist ein Ortsteil der Marktgemeinde Philippsthal (Werra) im Landkreis Hersfeld-Rotenburg in Osthessen.
Das Dorf liegt nordwestlich von Philippsthal am Stärkelsbach. Durch den Ort verläuft die Bundesstraße 62. 

## Geschichte
Erstmals urkundlich erwähnt wird das Dorf im Jahre 1329 als Nuwerode. Damals gehörte der Ort dem Kloster Kreuzburg im heutigen Philippsthal. Der Stärkelsbach bildete die Grenze zum hessischen Amt Friedewald, zu dem Oberneurode gehörte.
Am 1. August 1972 wurde im Zuge der Gebietsreform in Hessen die bis dahin selbständige Gemeinde Unterneurode mit fünf weiteren Orten zur neuen Gemeinde Philippstal zusammengeschlossen.
Für die unter Denkmalschutz stehenden Kulturdenkmale des Ortes siehe die Liste der Kulturdenkmäler in Unterneurode.